# Partido Laborista de Antigua y Barbuda
El Partido Laborista de Antigua y Barbuda (en inglés: Antigua and Barbuda Labour Party), abreviado como ABLP, es un partido político antiguano, fuerza política más grande de Antigua y Barbuda desde su fundación hasta la fecha, con victorias en catorce de las diecisiete elecciones celebradas en la historia del archipiélago. Aunque tuvo el nombre de Partido Laborista de Antigua (o ALP) entre 1946 y 2014, el ABLP siempre ha disputado las elecciones en Barbuda y es el único partido político importante que opera unificadamente en las dos islas. El líder del partido desde 2012 es Gaston Browne, que también ejerce desde 2014 como primer ministro de Antigua y Barbuda. Desde 1994, su principal rival es el Partido Progresista Unido.
Fue fundado el 18 de mayo de 1946, cuando Antigua y Barbuda era todavía una colonia del Imperio británico, para ejercer como brazo político del Sindicato de Trabajadores y Oficios de Antigua con el fin de exigir concesiones laborales y políticas al régimen colonial. Bajo el liderazgo de Vere Cornwall Bird y sin enfrentar competidores serios, el ALP obtuvo una victoria casi unánime en las primeras elecciones celebradas en el archipiélago. Durante las siguientes dos décadas, el ALP fue el único partido político que buscó representar a la clase trabajadora negra, que constituía la abrumadora mayoría de la población de las islas, lo que lo llevó a perpetuarse como partido hegemónico, con Bird y su familia ejerciendo además un liderazgo autocrático sobre el partido y el Estado. El ALP lideró Antigua y Barbuda durante su proceso hacia una independencia negociada en 1967, con su conversión en un «estado libre asociado» con el Reino Unido, período durante el cual giró a la derecha política, sobre todo en términos económicos. Un conflicto en su liderazgo entre Bird y George Walter condujo a que el movimiento sindical se dividiera y se fundara el Movimiento Laborista Progresista (PLM), que ganó las elecciones de 1971. No obstante, Bird volvió al poder en 1976 y la oposición al ALP rápidamente perdió fuerza, aunque la década siguiente vio el ascenso de movimientos regionalistas en Barbuda y, desde entonces, el partido rara vez ha vuelto a ganar allí.
Tras la independencia de Antigua y Barbuda como estado soberano en 1981, Bird comenzó a ceder el liderazgo del ALP a su hijo, Lester Bird, quien le sucedería como primer ministro en 1994. Aunque vistos como defensores de los derechos laborales, la independencia y la cercanía con Occidente, los Bird también fueron acusados de corrupción, autoritarismo y fraude electoral. Lester Bird condujo al ALP a dos victorias electorales fuertemente cuestionadas antes de finalmente ceder el control de las elecciones a una Comisión Electoral Independiente. En las elecciones que siguieron en 2004, el ALP fue contundentemente derrotado por el Partido Progresista Unido (UPP), del histórico líder opositor Baldwin Spencer. Tras una nueva derrota en 2009, el liderazgo de Bird fue finalmente cuestionado y este perdió una disputa interna contra su antiguo Ministro de Planificación, Gaston Browne, que condujo a profundas reformas internas dentro del partido (renombrándolo como ABLP).
Browne condujo al ABLP a una aplastante victoria en las elecciones de 2014, con 14 de los 17 escaños parlamentarios. Fue reelegido en 2018 por un margen aún mayor, con 15 de los 17 escaños, en una elección anticipada como consecuencia de los destrozos provocados en Barbuda por el Huracán Irma. En las elecciones de 2023, el ABLP retuvo el poder por un margen ajustado, con una mayoría absoluta exacta de 9 escaños. Sin embargo, sufrió una dura derrota en las elecciones al Consejo de Barbuda, obteniendo solo 2 de los 11 escaños frente al Movimiento Popular de Barbuda (BPM).
A pesar de haber sido fundado como expresión partidaria del movimiento obrero en Antigua y Barbuda y de tener orígenes laboristas y socialdemócratas, el ABLP es considerado generalmente como un partido económicamente liberal y fiscalmente conservador, defensor de una economía orienta al mercado y reducciones de impuestos, en particular rechazando la imposición del impuesto sobre la renta. Sin embargo, su política de mantener al sector público como el mayor empleador de Antigua y Barbuda durante sus sucesivos gobiernos (llegando este a representar hasta un 40% de la fuerza laboral) ha llevado también a que se le considere garante de un «conservadurismo paternalista» o «socialismo de derecha». Las fuertes críticas a la corrupción en los gobiernos laboristas, en particular durante la dinastía Bird pero también en tiempos recientes, han llevado a que el ABLP sea visto más como un «aparato de poder» más que como un partido ideológico. Tras la muerte de Isabel II del Reino Unido, el ABLP pasó a apoyar oficialmente la conversión de Antigua y Barbuda en una república.

## Resultados electorales
|  | 81.53 % |

|  | 87.40 % |

|  | 86.69 % |

|  | 85.02 % |

|  | 78.88 % |

|  | 37.90 % |

|  | 49.01 % |

|  | 58.04 % |

|  | 67.90 % |

|  | 63.85 % |

|  | 54.44 % |

|  | 52.94 % |

|  | 41.94 % |

|  | 47.16 % |

|  | 56.45 % |

|  | 59.24 % |

|  | 47.06 % |

## Líderes
| Líder | Líder                   | Inicio del mandato       | Final del mandato        |
| ----- | ----------------------- | ------------------------ | ------------------------ |
|       | Vere Bird (1910-1999)   | 18 de mayo de 1946       | 30 de septiembre de 1993 |
|       | Lester Bird (1938-2021) | 30 de septiembre de 1993 | 26 de noviembre de 2012  |
|       | Gaston Browne (n. 1967) | 26 de noviembre de 2012  | En el cargo              |